# Марко Вего
Марко Вего (Чапљина, 8. јануар 1907 - 1985) био је босански и југословенски археолог, епиграф и историчар.

## Биографија
Вего је рођен у Чапљини (Босна и Херцеговина) од оца Јозе, који је био радник у дуванској станици. Вего је завршио класичну гимназију у Широком Бријегу, Богословски факултет на Универзитету у Фрајбургу и Универзитету у Загребу, Филозофски факултет такође на Универзитету у Загребу и професорски испит у Београду. Написао је докторску тезу под називом Историја Захумљља од доласка Словена до уједињења са Босном 1322. на Филозофском факултету у Загребу. Није га представио услед неразјашњених околности.
Вего је радио као наставник историје у Државној реалној гимназији у Никшићу од 1938. до 1944. године. Такође је учествовао у покрету отпора у Другом светском рату. Био је професор на првом Учитељском курсу у Требињу и напредовао је до звања директора Требињске партизанске гимназије 22. фебруара 1945. године. Године 1946. и 1947. био је директор Државне реалне гимназије у Мостару а од 9. септембра 1947. радио је као професор на Учитељском курсу у Сарајеву. Од 1949. до 1950. године био је директор Учитељске школе у Сарајву. Од 28. августа 1950. до 9. децембра 1957. био је директор Земаљског музеја Босне и Херцеговине у Сарајеву.
Пензионисао се 1965. године. За свој рад је добио више награда у Босни и Херцеговини (најзначајнија је награда „27. јули“). Његов фокус је углавном био усмерен на средњи век, а најпознатији је по свом раду у различитим областима - археологији, нумизматици, епиграфији и топографској историји средњовековне Босне. Објавио је више од 300 радова. Преминуо је у Сарајеву 26. фебруара 1985. године.